# Diogo Freitas do Amaral
Diogo Pinto de Freitas do Amaral (21. července 1941 Póvoa de Varzim – 3. října 2019, Cascais) byl portugalský politik. V letech 1980–1981 byl (úřadujícím) premiérem Portugalska. V letech 1980–1981 a 2005–2006 byl ministrem zahraničních věcí, 1981–1983 ministrem obrany. V letech 1995–1996 byl předsedou Valného shromáždění OSN. Byl představitelem konzervativně-liberální strany Demokratický a sociální střed – lidová strana (Centro Democrático e Social – Partido Popular), jejímž předsedou byl v letech 1974–1983 a 1987–1992. V letech 1981–1982 byl předsedou Evropské lidové strany.

## Vyznamenání
- velkokříž Řádu zásluh o Italskou republiku, Itálie, 14. května 1980[2]
- velkokříž Řádu svatého Olafa, Norsko, 3. listopadu 1980[3]
- velkokříž Záslužného řádu Spolkové republiky Německo, Německo, 22. prosince 1980[3]
- velkokříž Řádu Kristova, Portugalsko, 3. srpna 1983[4]
- velkokříž Řádu prince Jindřicha, Portugalsko, 9. června 1994[4]
- velkokřží Řádu svatého Jakuba od meče, Portugalsko, 9. června 2003[4]
- Řád bílé hvězdy I. třídy, Estonsko, 24. listopadu 2005[5]
- komandér Národního řádu za zásluhy, Francie, 27. ledna 2006[3]